# Irish Cup 1888-89
Irish Cup 1888–89 var den niende udgave af Irish Cup, og turneringen blev vundet af Distillery FC, som dermed vandt turneringen for fjerde gang – de tre første gange var i 1883-84, 1884-85 og 1885-86.
Finalen blev spillet den 16. marts 1889 på Ulster Ground i Ballynafeigh, Belfast, og den blev vundet af Distillery FC, som besejrede bysbørnene fra Belfast YMCA med 5-4.

## Udvalgte resultater

### Semifinaler
Kilderne er uenige om holdene og resultaterne i semifinalerne.
Ifølge IFFHS:
| Dato  | Kamp                        | Res.  |
| ----- | --------------------------- | ----- |
| 26.1. | Belfast YMCA – Glentoran FC | 3–1   |
| 9.2.  | Distillery FC – Hilden FC   | 13–00 |

Ifølge RSSSF:
| Dato | Kamp                        | Res.  |
| ---- | --------------------------- | ----- |
| ?    | Belfast YMCA – Glentoran FC | 2–1   |
| ?    | Distillery FC – Oldpark FC  | 10–00 |

### Finale
| Dato  | Kamp                         | Res. | Spillested                           |
| ----- | ---------------------------- | ---- | ------------------------------------ |
| 16.3. | Distillery FC – Belfast YMCA | 5–4  | Ulster Ground, Ballynafeigh, Belfast |